# Juguete de malabares

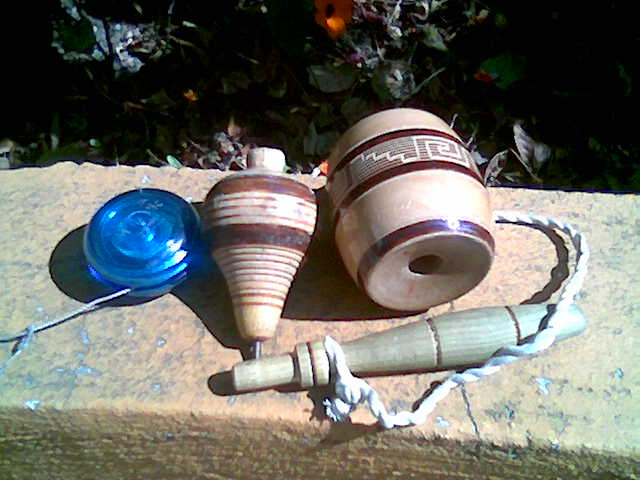
Imagen de un yo-yo, un trompo y un balero, los juguetes más típicos de malabares.

Un juguete de malabares es aquel en el que interviene la movilización del jugador para su funcionamiento, y suele desarrollar habilidades psicomotoras en el jugador.
Se consideran juegos interactivos en los que interviene la psicomotricidad fina de la persona que los maneja, siendo ejemplos notables de ellos el yo-yo, el trompo, el balero, el tiki taka, el helicóptero, la cometa o papalote entre otros.
Estos juegos son importantes en el desarrollo psicomotor del niño y del adulto. Se especula el desuso actual de las nuevas generaciones de este tipo de juguetes debido a la preferencia de otro tipo de juegos que no son de destreza, como juegos de video o los juegos de control remoto (juguetes electrónicos). 